# Eduard von Knorr
Ernst Wilhelm Eduard von Knorr (8 de marzo de 1840 - 17 de febrero de 1920) fue un almirante alemán de la marina imperial alemana (Kaiserliche Marine) que ayudó establecer el imperio colonial alemán.

## Biografía
Nacido en Saarlouis, Provincia del Rin de Prusia, Knorr ingreso en la armada prusiana en 1856. Mientras servía en la corbeta Danzig, luchó contra piratas en la costa de Marruecos. En 1859 fue promovido a subteniente. De 1859 a 1862 navegó en el Elba en una expedición al extremo oriente. Knorr fue ascendido a Leutnant en 1862 y Kapitänleutnant en 1865.
El 12 de noviembre de 1870, durante la guerra franco-prusiana, Knorr mandó el cañonero Meteor en una batalla con el aviso francés Bouvet cerca de La Habana, por lo cual fue galardonado con la cruz de hierro de 2.ª Clase. En 1871 fue promovido a Korvettenkapitän.
A partir de 1874, Knorr participó en un viaje por el océano Pacífico para discutir negociaciones comerciales con Tonga en nombre del Imperio alemán. Fue nombrado Kapitän zur see en 1876, Jefe de Estado Mayor del Almirantazgo en 1881 y Contralmirante en 1883.
Como comandante del Escuadrón de África Occidental en diciembre de 1884, Knorr intervino en disputas entre clanes rivales en Douala, Camerún, imponiendo la soberanía alemana sobre el estuario del Camerún. Fue galardonado con la Orden del Águila Roja por este éxito. Del 1 de abril de 1885 al 4 de julio de 1885, Knorr fue Reichskommissar de la colonia alemana de Kamerun. Luego comandó un escuadrón de cruceros que viajaba a Zanzíbar y negoció con su sultán la adquisición de una franja de territorio para el imperio colonial alemán.
En 1886 Knorr comandó un escuadrón de cruceros en Samoa. Fue promovido a Vicealmirante en 1889, Almirante en 1893, y Comandante Almirante en 1895. Admitido en la nobleza alemana el 18 de enero de 1896, recibió la Orden del águila Negra el 15 de junio de 1898. Knorr se retiró en 1899.
Knorr murió en Berlín. Almirante Knorr-Straße, es una calle de Saarlouis, que lleva su nombre.